# Gibbsville (Wisconsin)
Gibbsville ist eine Siedlung auf gemeindefreiem Gebiet im Sheboygan County im US-amerikanischen Bundesstaat Wisconsin. Sie bildet zusammen mit Hingham, Ourtown und der heutigen Geisterstadt Kennedy Corners die Stadt Lima.

## Geschichte
Noch bevor Wisconsin ein Bundesstaat der Vereinigten Staaten wurde, ließen sich die Brüder Benjamin L., James H. und John D. Gibbs im Jahr 1836 in dem Gebiet nieder, das heute als Gibbsville bekannt ist; die Brüder waren die ersten dauerhaften Siedler.
Die Böden im Wheat Valley waren ertragreich und Gibbsville wuchs schnell. Neben der Landwirtschaft entstanden zahlreiche Molkereien: Auf dem Höhepunkt hatte die Stadt 17 Käsefabriken. Am 21. Dezember 1846 wurde eine Poststelle eröffnet, die bis 1907 existierte. Ende 1849 spalteten sich die Gemeinde Gibbsville, zu der auch Wakefield gehörte, vom Bezirk Sheboygan Falls ab und aus Gibbsville und Wakefield entstand die selbst verwaltete Stadt Lima; sie erhielt im Jahr 1850 durch Hiram Humphrey ihren Namen. Wakefield existiert seit der Umbenennung nicht mehr.
In den Folgejahren entstanden eine Schule und Kirchen. Die Gibbsville Reformed Church (dt. Reformierte Kirche von Gibbsville) wurde 1856 von niederländischen Einwanderern gegründet; 1967 wurde die Kirche durch ein modernes Gebäude ersetzt, das 1990 durch einen Anbau erweitert wurde. Die West Gibbsville Baptist Church befand sich im Nordosten der City Road 00 und der Horace Mann Road. Die Baptisten-Kirche wurde ebenfalls von niederländischen Siedlern erbaut; die Kirchengemeinde, zu der Überlebende der Phoenix-Schiffskatastrophe auf dem Michigansee von 1847 gehörten, existierte bis etwa 1904. Der Friedhof von Gibbsville wurde 1884 angelegt und befindet sich an der Kreuzung der State Road 32 mit der County Road W.
Die Schule von Gibbsville wurde 1900 gegründet und bestand zuletzt aus drei Klassen. Das Schulhaus war bis 1977 in Betrieb, bis es vom Oostburg School District für einen US-Dollar an die Gemeinde verkauft wurde und fortan als deren Gemeindehaus diente. Nach der Fertigstellung des Gibbsville Park im Jahr 1990 wurde auch das Gemeindehaus veräußert.

## Geografie
Gibbsville liegt im Südosten Wisconsins westlich des Onion River, der über den Sheboygan River zum Einzugsgebiet des Michigansees gehört, der im Osten liegt.
Nachbarorte von Gibbsville sind neben Lima und Hingham im Westen Sheboygan Falls (3,7 km nördlich), Oostburg (2,6 km südöstlich), Cedar Grove (3,9 km südlich), Adell (4,2 km südwestlich) und Waldo (4 km westlich).
Die nächstgelegenen größeren Städte sind Sheboygan (13,5 km nordöstlich), Wisconsins größte Stadt Milwaukee (67,6 km südlich) und Chicago in Illinois (202 km südlich).

## Verkehr
Der Wisconsin State Highway 32 verläuft in Nord-Süd-Richtung durch Gibbsville. Die County Road OO kreuzt den Highway in der Ortsmitte in Ost-West-Richtung. Alle weiteren Straßen sind untergeordnete County Highways, County Roads (Landstraßen) sowie teils unbefestigte Fahrwege und innerörtliche Verbindungsstraßen. Im Osten verläuft parallel zum State Highway 32 der County Highway A-E und im Norden die County Road V.
Mit dem Sheboygan County Memorial Airport befindet sich 19,8 km nordnordöstlich ein kleiner Flugplatz. Die nächsten Verkehrsflughäfen sind der Austin Straubel International Airport in Green Bay (118,5 km nordnordöstlich) und der Milwaukee Mitchell International Airport in Milwaukee (88,5 km südlich).

## Wirtschaft
Neben der Landwirtschaft ist Gibbsville vor allem von mittelständischen Betrieben und regionalen Erzeugern geprägt.
Die Käserei Gibbsville Cheese wurde, als einer von insgesamt 17 milchverarbeitenden Betrieben, 1873 gegründet und wird seit 1933 von der Familie Van Tatenhove geführt. Teile der Fabrik wurden im Januar 1945 bei einem Brand zerstört.
1894 gründeten Garret H. Ebbers und Nicholas Brusse einen Handel für Landmaschinen. Später konnte man Landmaschinen aus einem Katalog bestellen, erste Automobile erwerben und auch Grundnahrungsmittel kaufen; an der Stelle des Ebbers Store befindet sich inzwischen ein Gemischtwarenladen.
Am heutigen Highway 32 befand sich die Schmiede von Gibbsville. Das Gebäude wurde später von Heinen & Bruggink benutzt, einem Chevrolet- sowie Oliver-Farm-Equipment-Händler, und von Gibbsville Implement, einem Händler für White Farm Equipment, der seinen Handel nach Waldo verlagerte. Aktuell wird das Gebäude von der Käserei Gibbsville Cheese als Lager verwendet. Die von der der Familie Ogna betriebene Tischlerei fertigte einst Wagenteile auf der ehemaligen Farm vom Wallace Ogna.
Unmittelbar nach Ende des Zweiten Weltkriegs legte die Familie Woepse eine Obstplantage an, die seit 2011 von der Familie Dutter betrieben wird.
Mit dem Gibbsville Park besitzt die Gemeinde einen 1990 fertiggestellten öffentlichen Naherholungsbereich.

## Bevölkerung
Gibbsville ist ein zu Statistikzwecken zusammengefasstes Siedlungsgebiet, ein so genannter Census-designated place (CDP, Klasse U5).
Zum Zeitpunkt der Volkszählung im Jahr 2010 lebten in Gibbsville 512 Menschen, davon zu gleichen Teilen Männer und Frauen. Laut Hochrechnung lebten 2019 insgesamt 486 Personen in 171 Haushalten, was durchschnittlich 2,84 Bewohnern je Haushalt entspricht.
Laut American Community Survey (ACS) betrug das Durchschnittsalter im Jahr 2019 in Gibbsville 46,4 Jahre. Dabei waren 19,3 Prozent der Bevölkerung unter 18 Jahre alt, 80,7 Prozent zwischen 18 und 64 Jahre alt und 13,6 Prozent über 65 Jahre und älter.
Das mittlere jährliche Haushaltseinkommen lag bei 74.271 USD, bei einer Beschäftigungsrate von 68,3 Prozent.
Gemäß DEC Redistricting Data (PL 94-171) aus dem Jahr 2020 bestand die ethnische Verteilung in Gibbsville aus 465 Weißen, zwei Afroamerikanern, einem Ureinwohner, fünf Personen asiatischer Abstammung sowie fünf sonstigen Ethnien. Dabei besaßen acht Bewohner mindestens zwei Abstammungslinien.

## Persönlichkeiten
Henry W. Timmer (* 18. Juni 1873 in Gibbsville; † 8. Dezember 1963 in Plymouth) war ein republikanischer Lokalpolitiker, der in Waldo einen Eisenwarenhandel führte und die dortige Poststelle leitete. Er besuchte die Sheboygan Business School und wurde Mitglied des Sheboygan County Board of Supervisors sowie Vorsitzender der Stadtverwaltung. Von 1945 bis 1955 war Timmer Mitglied des Unterhauses der Staatsversammlung von Wisconsin.

## Trivia
Die US-amerikanische Fernsehserie Gibbsville, die auf Erzählungen des Autors John O’Hara beruht und in der fiktiven Stadt „Gibbsville in Pennsylvania“ spielt, hat mit Gibbsville in Wisconsin – bis auf den Namen – keine Gemeinsamkeiten.